# 小行星1519
小行星1519（1519 Kajaani）是一颗围绕太阳公转的小行星。1938年10月15日，爾約·維薩拉在图尔库发现了此天体。
該小行星以芬蘭的城市卡亞尼命名。
这颗小行星的绝对星等为339.7260398221469等。